# 博埃斯
博埃斯（法語：Boësses，法語發音：[bɔɛs]）是法国卢瓦雷省的一个市镇，属于皮蒂维耶区。

## 地理
博埃斯（48°9'3"N, 2°26'51"E）面积13.13 平方千米，位于法国中央-卢瓦尔河谷大区卢瓦雷省，该省份为法国中北部省份，北起埃松省，西北接厄尔-卢瓦省，西南接卢瓦-谢尔省，南至涅夫勒省和谢尔省，东临约讷省，东北接塞纳-马恩省。
与博埃斯接壤的市镇（或旧市镇、城区）包括：埃希勒塞、戈贝尔坦、日夫赖讷、博蒙迪加蒂奈。

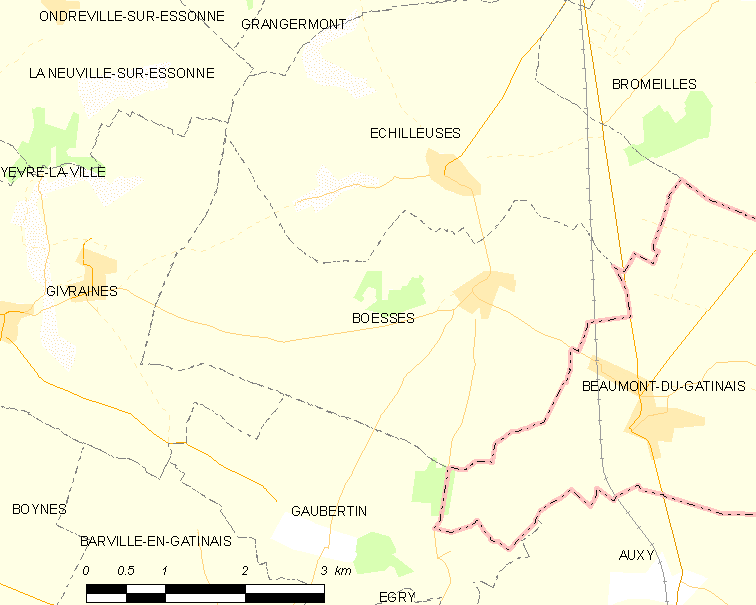
博埃斯的OSM定位图

博埃斯的时区为UTC+01:00、UTC+02:00（夏令时）。

## 行政
博埃斯的邮政编码为45390，INSEE市镇编码为45033。

## 政治
博埃斯所属的省级选区为勒马勒塞布瓦县。

## 人口

1962-2008年间博埃斯人口变化图示

博埃斯于2022年1月1日时的人口数量为379人。
博埃斯人口变化图示